# Daniel Day-Lewis
Vous lisez un « bon article » labellisé en 2011.
Pour les articles homonymes, voir Day-Lewis.
Daniel Day-Lewis, né le 29 avril 1957 à Londres, est un acteur britannico-irlandais.
Reconnu pour l'intensité dramatique de ses compositions aussi marquantes que diverses (aristocrate, petit voyou, marginal ou criminel) chez des réalisateurs tels que Martin Scorsese, Steven Spielberg, Stephen Frears, Jim Sheridan, Paul Thomas Anderson ou encore James Ivory, il est aussi réputé pour être l'un des acteurs internationaux les plus sélectifs, apparaissant seulement dans six films entre 1998 et 2017. Adepte de la Méthode de l'Actors Studio, Day-Lewis est célèbre pour l'implication extrême et constante qu'il accorde à ses personnages, les longues recherches qu'il entreprend et l'important temps de préparation qu'il exige pour chacun de ses rôles.
Son interprétation du personnage de Christy Brown dans My Left Foot (1989) lui a valu l'Oscar et le BAFTA du meilleur acteur ; il remporte également l'Oscar, le BAFTA, le Golden Globe et le Screen Actors Guild Award du meilleur acteur pour ses rôles de Daniel Plainview dans There Will Be Blood (2007) et d'Abraham Lincoln dans Lincoln (2012). Acteur parmi les plus récompensés du cinéma contemporain, il est par ailleurs le seul acteur au monde à avoir obtenu trois Oscars du meilleur acteur, récompense pour laquelle il a de plus été nommé à trois reprises, pour ses rôles de Gerry Conlon dans Au nom du père (1993), de William Cutting dans Gangs of New York (2002) et de Reynolds Woodcoks dans Phantom Thread (2017).
En 2013, il est inclus dans la liste des cent personnes les plus influentes du monde établie par le Time. En 2014, il est élevé au rang de Knight Bachelor par la reine Élisabeth II pour services rendus aux arts britanniques.
Il annonce, en 2017, son intention de se retirer des plateaux après le tournage de Phantom Thread.
Le 1er octobre 2024, il annonce sortir de sa retraite pour jouer le rôle principal dans Anemone le premier film réalisé par son fils Ronan.

## Biographie

### Jeunesse et formation

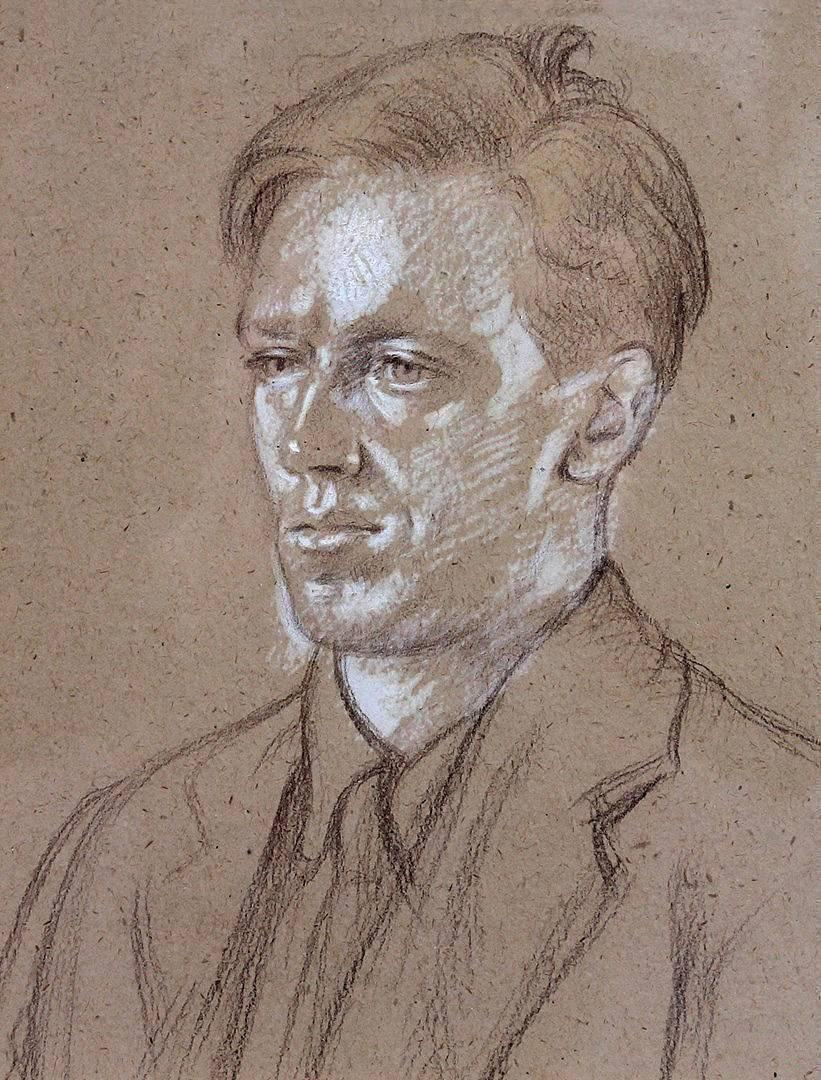
Cecil Day-Lewis par Sir William Rothenstein.

Daniel Michael Blake Day-Lewis est le deuxième enfant du poète Cecil Day-Lewis (1904-1972), CBE, né en Irlande mais ayant vécu la plus grande partie de sa vie en Angleterre où il devient poète lauréat (Poet Laureate) de la reine Élisabeth II en 1967 ; il a déjà deux fils d'un précédent mariage. Sa mère, l'actrice Jill Balcon (1925-2009), est une juive ashkénaze, descendant de l'immigration en Angleterre au XIXe siècle de Juifs polonais et lituaniens de ce qui est aujourd'hui la Lettonie,, et la fille de Sir Michael Balcon, producteur et directeur des studios Ealing, qui a participé au développement de l'industrie cinématographique britannique,.

À l'occasion de sa naissance, son père compose le poème suivant : 

« Welcome to earth, my child!

Joybells of blossom swing.

We time-worn folk renew

Ourselves at your enchanted spring,

As though mankind's begun

Again in you

This is your birthday and our thanksgiving »

— Cecil Day-Lewis, The Newborn (dans Pegasus and Other Poems, 1957),

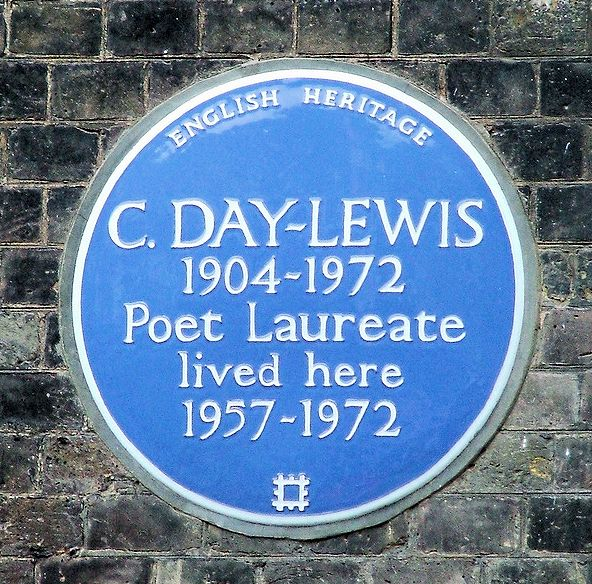
Blue plaque sur la maison de la famille Day-Lewis à Greenwich.

La famille déménage deux ans plus tard à Greenwich, où Daniel grandit aux côtés de sa grande sœur Tamasin Day-Lewis (en), qui deviendra réalisatrice de documentaires et chef cuisinier pour la télévision,.
Alors qu'il vit dans un quartier de la classe moyenne de Greenwich, Day-Lewis est souvent intimidé et rudoyé par une bande de voyous de son école publique en raison de ses origines sociales « chic » et de sa judéité,. Il en profite cependant pour assimiler l'accent local, ainsi que les particularités du milieu ouvrier, qui seront si convaincants lors de ses premières performances,, et il s'engage même dans des activités délictuelles mineures, telles que le vol à l'étalage.
En 1968, lorsqu'il a onze ans, ses parents l'envoient en internat dans une école privée de Sevenoaks dans le Kent, à cause de son comportement difficile. Bien qu'il déteste son école, il y découvre les trois activités qui l'intéresseront le plus par la suite : le travail du bois, la pêche et le métier d'acteur. Peu enclin aux études après deux ans à Sevenoaks, il est transféré dans une autre école privée, Bedales, à Petersfield (Hampshire), où sa sœur est déjà scolarisée, et dont la philosophie est plus détendue et créative. Son père meurt alors qu'il a quinze ans en 1972, et peu après, Daniel Day-Lewis est interné en hôpital psychiatrique à la suite d'une overdose médicamenteuse.
Il fait des débuts au cinéma à l'âge de 14 ans en 1971.
Pendant quelques semaines en 1972, la famille Day-Lewis vit à la résidence Lemmons sise au nord de Londres, appartenant aux romanciers Kingsley Amis et Elizabeth Jane Howard. Le père de Day-Lewis souffre d'un cancer du pancréas et y meurt en mai de la même année.  
Assagi, Daniel Day-Lewis quitte la pension de Bedales en 1975 et doit alors faire des choix pour sa carrière professionnelle. Bien qu'il excelle sur scène au National Youth Theatre, il décide de devenir ébéniste, s'inscrivant dans un apprentissage de cinq ans. Cependant, en raison de son manque d'expérience, il n'est pas accepté. Finalement, ébloui par la performance de Robert De Niro dans Taxi Driver (1976), il s'inscrit et est accepté aux cours de théâtre dispensés au Bristol Old Vic, qu'il suit pendant trois ans.

John Hartoch, professeur de théâtre de Day-Lewis à Bristol, se souvient :
« Il y avait déjà quelque chose chez lui. Il était calme et poli, mais il était clairement concentré sur son jeu d'acteur – il avait une qualité brûlante. Il semblait avoir quelque chose de brûlant sous la surface. Il se passait beaucoup de choses sous cette apparence tranquille. Il y a eu une représentation en particulier, lorsque les étudiants ont monté une pièce intitulée Class Enemy, où il a vraiment semblé briller – et il est devenu évident pour nous, le personnel, que nous avions quelqu'un d'assez spécial entre nos mains »
Il apparaît sur la scène du théâtre de temps à autre, où il joue entre autres avec Pete Postlethwaite, qu'il retrouvera en 1994 dans Au nom du père. Il reçoit en janvier 2010 le titre de Docteur honoris causa de l'université de Bristol, en partie en raison de son passage à la Bristol Old Vic Theatre School.

### Carrière

#### Débuts et révélation (années 1970-1980)
Après ses débuts au théâtre à Bristol, il obtient son premier rôle de figuration à l'âge de 14 ans, dans le film de John Schlesinger, Un dimanche comme les autres (Sunday Bloody Sunday), sorti en 1971, où il n'est pas crédité dans son rôle d'un jeune vandale dont, un peu plus loin dans le métrage, on filme de façon détaillée et très documentée la Bar-mitsva (et qui, semble-t-il, est le neveu du docteur Hirsch joué par Peter Finch). Daniel Day-Lewis décrit cette expérience comme « divine », ayant reçu 2 £ pour vandaliser des voitures de luxe garées devant l'église locale.
Il retourne ensuite sur les planches à Bristol et à Londres, où il apparaît dans des productions telles que Another Country ou Dracula au Royal National Theatre et intègre la célèbre troupe de la Royal Shakespeare Company pour Roméo et Juliette et Le Songe d'une nuit d'été,. Il joue aussi dans plusieurs téléfilms et mini-séries pour la télévision britannique.
Onze ans après sa première apparition au cinéma, Daniel Day-Lewis est embauché par Richard Attenborough pour son biopic Gandhi (1982), dans le rôle d'un jeune voyou raciste. L'année suivante, il obtient le rôle secondaire de John Fryer, officier de la Royal Navy et second du capitaine interprété par Anthony Hopkins dans Le Bounty (The Bounty). Mais c'est le personnage d'homosexuel marginal amoureux d'un immigré pakistanais dans My Beautiful Laundrette (1985) de Stephen Frears, et son interprétation d'un jeune anglais de bonne famille la même année dans Chambre avec vue (A Room with a View) de James Ivory, deux rôles opposés, qui le révèlent au grand public. En 1986, il manque le rôle de Sid Vicious dans le film Sid et Nancy, finalement attribué à Gary Oldman.
En 1987, il endosse le rôle principal de L'Insoutenable Légèreté de l'être (The Unbearable Lightness of Being) de Philip Kaufman, au côté de Juliette Binoche et Lena Olin. Il y interprète un jeune médecin tchèque dont les relations sentimentales sont bouleversées par le Printemps de Prague. Pour préparer le rôle, et durant les huit mois de tournage, il a appris à parler tchèque (pour un film tourné en anglais, uniquement pour en avoir l'accent) et refuse pour la première fois de quitter le personnage entre les scènes.
Après L'Insoutenable Légèreté de l'être, et des rumeurs faisant état d'une relation avec Juliette Binoche, il se sépare de l'actrice Sarah Campbell.
Daniel Day-Lewis interprète sa propre version de la Méthode pour le rôle du poète irlandais infirme Christy Brown dans My Left Foot de Jim Sheridan en 1989, pour lequel il reçoit l'Oscar du meilleur acteur et de nombreux autres prix. Au cours du tournage, ses excentricités sont à leur apogée, en raison de son refus de quitter le personnage durant toute la période du tournage : il passe des mois en fauteuil roulant (les techniciens doivent le soulever sur le plateau de tournage avec un système de câbles) et est nourri à la petite cuillère afin d'avoir un aperçu de chaque aspect de la vie de Brown. Finalement, il se casse deux côtes à cause de la position voûtée qu'il occupe sur sa chaise roulante, qui lui cause depuis des douleurs dans le dos. Le rôle est classé 4e des dix rôles les plus extrêmes jamais joués par le site Lovefilm.

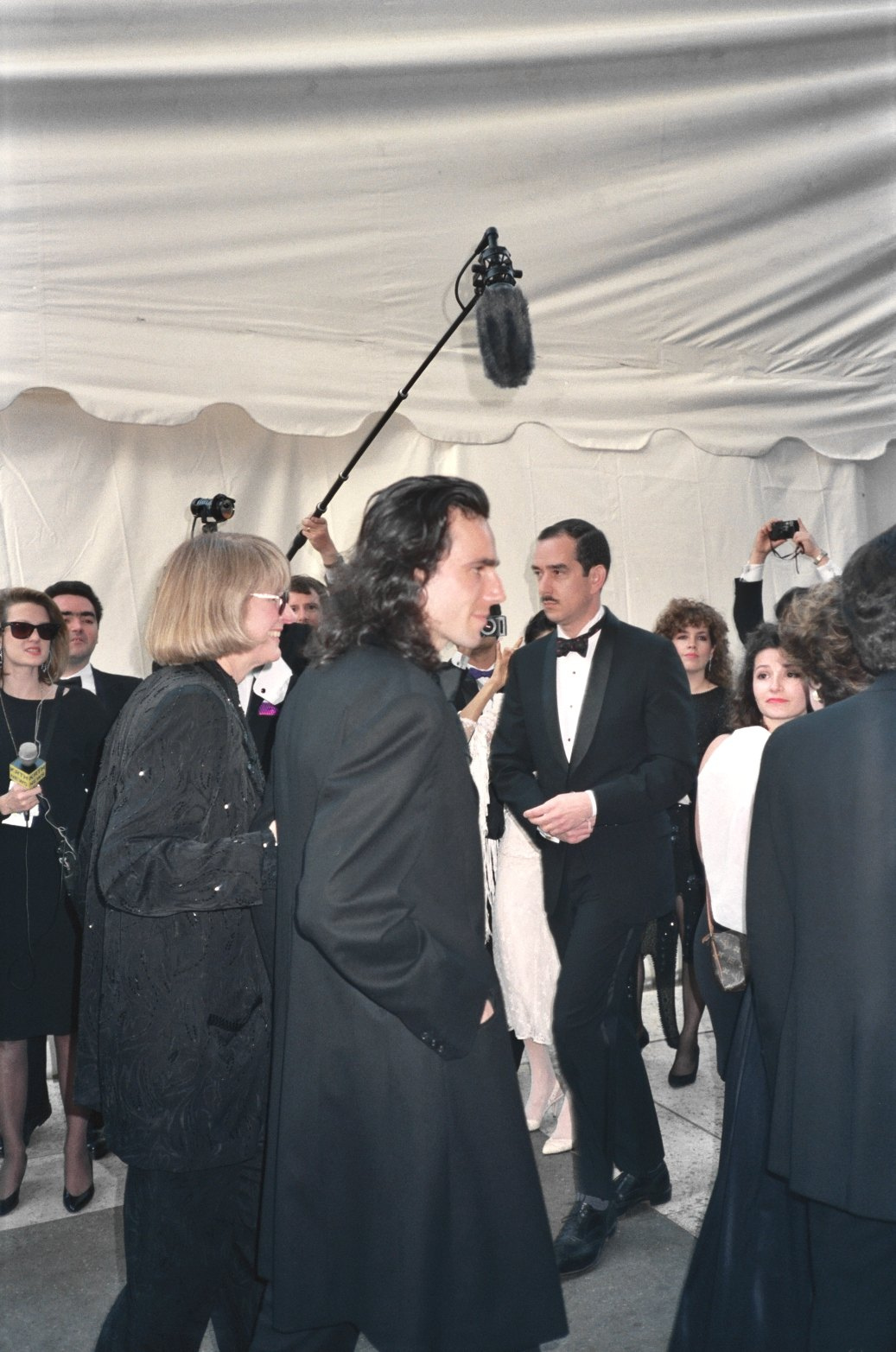
Daniel Day-Lewis venant chercher son premier Oscar, en 1990, pour My Left Foot.

Il revient sur scène en 1989 pour travailler dans l'adaptation de Hamlet (1603) par Richard Eyre au Royal National Theatre. Au cours de la scène où le fantôme du père de Hamlet apparaît à son fils pour la première fois, il s'effondre, secoué de sanglots. Refusant de revenir sur scène, il est rapidement remplacé par Ian Charleson, alors que c'est Jeremy Northam qui reprend le rôle-titre pour le reste des représentations programmées. Bien que l'explication officielle ait attribué son malaise à la fatigue, une rumeur fait état de ce que Daniel Day-Lewis aurait en fait aperçu le fantôme de son père, mort 17 ans plus tôt, ce qu'il confirme plus tard dans une émission britannique,. Il n'est jamais remonté sur scène depuis.

#### Confirmation, puis retrait (années 1990)
Au début des années 1990, Daniel Day-Lewis rencontre Isabelle Adjani, avec qui il a un fils, Gabriel-Kane, né en 1995 quelques mois après leur séparation.
En 1992, trois ans après son Oscar, il apparaît dans le film de Michael Mann, Le Dernier des Mohicans (The Last of the Mohicans), dans le rôle d'un européen recueilli dès la naissance par un Mohican. Son travail de préparation est largement médiatisé : il s'isole plusieurs mois dans la forêt à chasser et pêcher, et il apprend à dépecer des animaux, à construire des canoës, à se battre avec un tomahawk, et à charger un pistolet à poudre en pleine course. Pistolet qu'il a porté sur lui pendant tout le temps du tournage,.
Alors que son père né en Irlande avait choisi la nationalité britannique lors de la proclamation de la république d'Irlande en 1949, Daniel Day-Lewis prend la double nationalité irlandaise en 1993 lorsqu'il quitte l'Angleterre pour s'installer dans une ferme georgienne dans le comté de Wicklow en Irlande, pour rechercher un peu d'intimité au milieu de sa renommée croissante et sa médiatisation,.
En 1993, il collabore pour la première fois avec Martin Scorsese dans Le Temps de l'innocence adapté du roman éponyme d'Edith Wharton — The Age of Innocence, 1920 — où il est face à Winona Ryder et Michelle Pfeiffer. Le film se déroule pendant le Gilded Age, « l'âge doré » en Amérique, et en guise de préparation, Daniel Day-Lewis se promène pendant deux mois dans New York vêtu des costumes de l'aristocratie des années 1870, avec un haut-de-forme, des chemises à jabot, une canne et une cape pendant l'hiver. Il s'isole de longues semaines dans un hôtel dont l'architecture ressemble aux endroits où se déroule le film, puis disparaît littéralement, jusqu'à ce que la production se rende compte qu'il était enregistré sous le nom de Newland Archer, le nom de son personnage dans le film.
Après avoir refusé les rôles principaux dans Philadelphia, Le Patient anglais et La Liste de Schindler, il retrouve Jim Sheridan dans Au nom du père (In the Name of the Father, 1993), dans lequel il interprète Gerry Conlon, l'un des Quatre de Guildford (Guildford Four), injustement accusé d'un attentat perpétré par l'IRA provisoire. Daniel Day-Lewis perd plusieurs kilos pour se préparer au rôle, reprend son accent nord-irlandais devant et derrière les caméras ; il passe aussi plusieurs semaines en cellule et demande à subir une séance d'interrogatoire musclée pendant trois jours, exigeant des techniciens qu'ils lui jettent des seaux d'eau glacée et qu'ils l'insultent. Le rôle lui vaut une seconde nomination aux Oscars, et il est aussi nommé au BAFTA et au Golden Globe du meilleur acteur.
En 1996, Daniel Day-Lewis joue dans l'adaptation de la pièce Les Sorcières de Salem (1952), intitulée La Chasse aux sorcières (The Crucible), réalisée par Nicholas Hytner, où il retrouve Winona Ryder. Deux ans plus tard, il est à nouveau engagé par Jim Sheridan pour le rôle de Danny Flynn dans The Boxer , l'histoire d'un ancien boxeur et membre de l'IRA récemment libéré de prison, basée sur la vie de l'irlandais Barry McGuigan, champion poids plume dans les années 1980. Pour préparer sa prestation, Day-Lewis s'entraîne pendant plusieurs mois avec l'ancien boxeur.
En 1996, alors qu'il travaille sur l'adaptation cinématographique de la pièce Les Sorcières de Salem, il visite la maison du dramaturge Arthur Miller, où il rencontre sa fille, Rebecca Miller. Ils se marient l'année suivante, et ont deux fils : Ronan Cal Day-Lewis (né le 14 juin 1998) et Cashel Blake Day-Lewis (né en mai 2002), avec qui ils partagent leur vie entre les États-Unis et l'Irlande.
À la suite du film, Daniel Day-Lewis prend une « semi-retraite » du métier d'acteur et revient à son ancienne passion de l'ébénisterie. Il déménage en Italie, à Florence, où il s'initie aux techniques de cordonnerie, pour finalement se former au métier de cordonnier. Ses doutes et ses actions ne sont alors pas connus du public, et il a toujours refusé de s'expliquer sur cette période de sa vie.

#### Retour (années 2000)

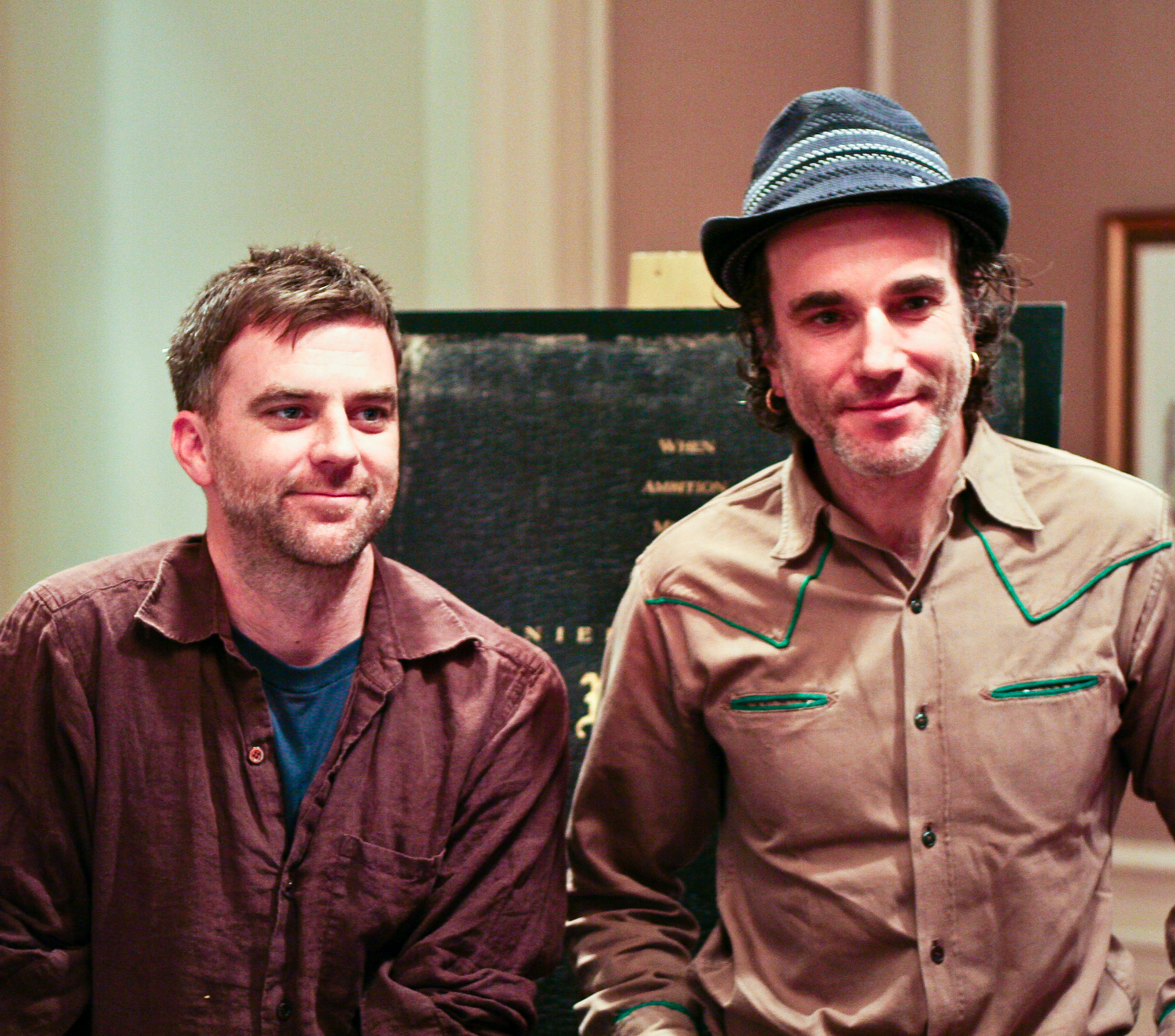
Daniel Day-Lewis et Paul Thomas Anderson pour There Will Be Blood, en décembre 2007. Ce projet lui vaut son second Oscar du meilleur acteur.

Après cinq années d'absence et après avoir refusé le rôle d'Aragorn dans les trois films adaptés du Seigneur des Anneaux, Daniel Day-Lewis revient au cinéma pour tourner à nouveau sous la direction de Martin Scorsese dans le film historique Gangs of New York (2003). Il y campe un inquiétant Bill le Boucher (Bill the Butcher) dans le New York du XIXe siècle, celui des guerres entre communautés immigrées et mafieuses, sur fond d'émeutes anti-conscription, les Draft Riots, et il fait face à Leonardo DiCaprio, jeune protégé de Bill. Il commence un long processus de préparation en prenant des cours en tant qu'apprenti boucher avant le début du tournage, et il reste dans la peau de son personnage entre les prises, en gardant son accent new-yorkais. Il tombe malade pendant le tournage, et on lui diagnostique une pneumonie, mais il refuse de porter un manteau plus chaud ou d'avaler un traitement antibiotique, parce que celui-ci n'existait pas à l'époque (il acceptera finalement de recevoir un traitement médical). Son interprétation lui vaut une troisième nomination à l'Oscar du meilleur acteur, et il remporte le BAFTA dans la même catégorie, ainsi que de nombreuses autres récompenses.
En 2006, son épouse Rebecca Miller lui offre le rôle principal de son film The Ballad of Jack and Rose dans lequel il interprète un homme mourant, ancien hippie, qui élève seul sa fille. Au cours du tournage, il vit à l'écart de sa compagne dans le but d'obtenir l'isolement qui lui semble nécessaire pour se concentrer sur la réalité de son personnage.
L'année suivante, il apparaît dans le film de Paul Thomas Anderson, There Will Be Blood, adapté du roman Pétrole ! (Oil!, 1927) d'Upton Sinclair, dans le rôle de Daniel Plainview, prospecteur de terres meurtrier et violent, dans le Far West du début du XXe siècle. Son interprétation hallucinée de ce personnage sombre, maléfique et profondément insaisissable, est saluée par la critique et le public. Le film lui vaut de nombreuses nominations par la plupart des institutions décernant les prix cinématographiques du début d'année. Il gagne l'Oscar, le BAFTA, le Golden Globe et le Screen Actors Guild Award du meilleur acteur (qu'il dédie à Heath Ledger, mort une semaine avant la cérémonie, et dont il s'est inspiré pour le rôle, qualifiant son interprétation dans Le Secret de Brokeback Mountain d'« unique »), ainsi que presque toutes les récompenses décernées par les associations de critiques de films. En remportant l'Oscar, Daniel Day-Lewis rejoint Marlon Brando et Jack Nicholson parmi les acteurs ayant reçu un Oscar du premier rôle au cours de deux décennies non-consécutives et devient le premier comédien européen, et non-américain, à être deux fois lauréat de ce prix.
En 2009, Daniel Day-Lewis joue le rôle du réalisateur Guido Contini dans le film musical Nine de Rob Marshall, adapté du Huit et demi (Otto e mezzo, 1963) de Federico Fellini. Il est nommé au Golden Globe du meilleur acteur dans un film musical ou une comédie et partage plusieurs nominations et récompenses de la meilleure distribution avec Marion Cotillard, Penélope Cruz, Nicole Kidman, Judi Dench, Sophia Loren, Kate Hudson et Fergie.

#### LincolnetPhantom Thread(années 2010)

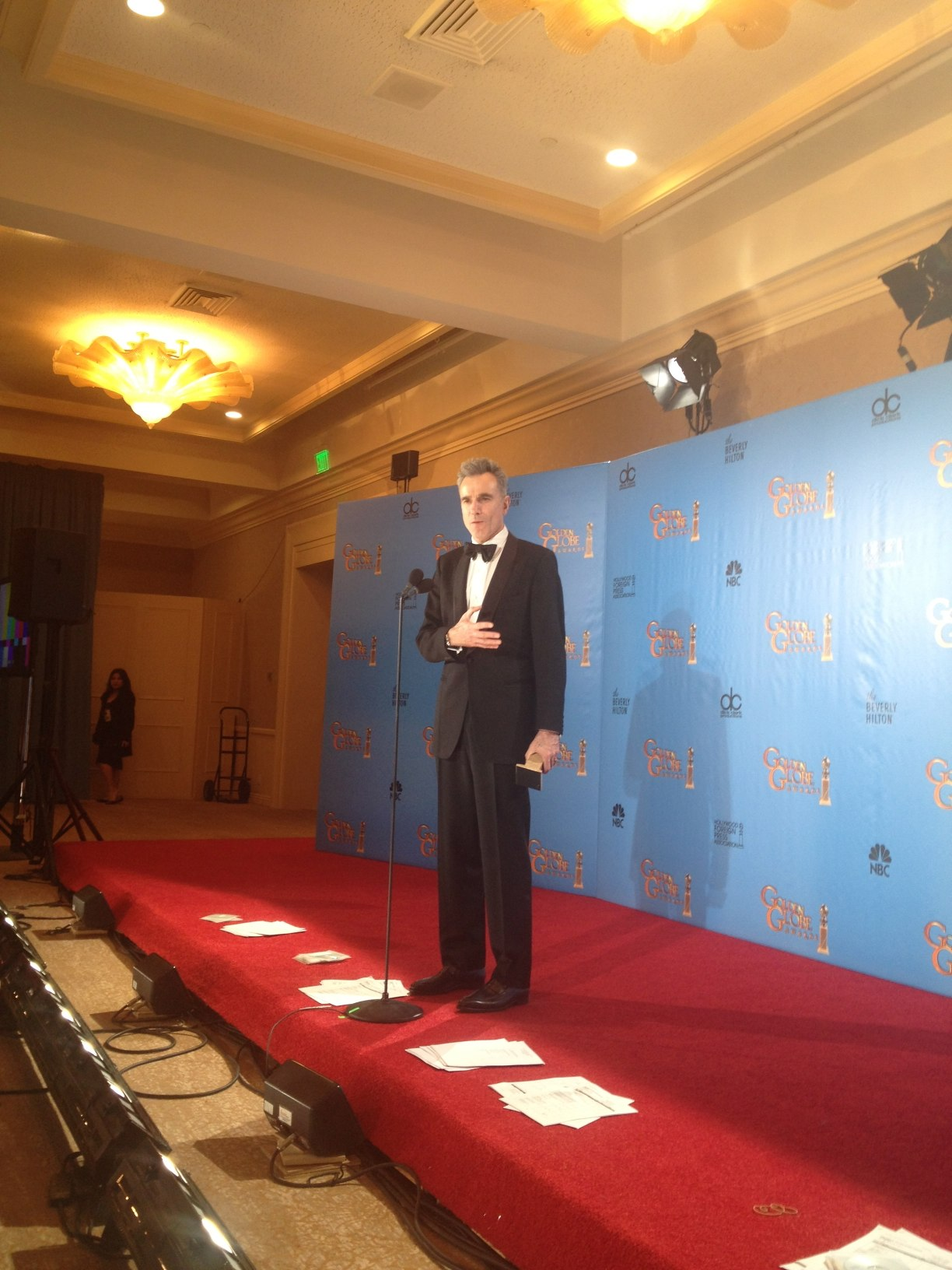
L'acteur aux Golden Globes 2013, récompensé pour le rôle-titre de Lincoln, qui lui vaut aussi son troisième Oscar du meilleur acteur.

Les années 2010 sont marquées par les sorties de seulement deux longs-métrages.
En 2012, il est dirigé pour la première fois par Steven Spielberg dans Lincoln, adapté de l'ouvrage Team of Rivals: The Political Genius of Abraham Lincoln de Doris Kearns Goodwin et consacré à la dernière partie de la vie d'Abraham Lincoln, lors de son combat pour l'adoption, par le Congrès, du 13e amendement permettant l'abolition de l'esclavage. Daniel Day-Lewis y interprète le rôle-titre. Dans un premier temps, le comédien refuse le rôle déclarant à Spielberg : « Pour me plonger dans un rôle, je dois explorer une autre vie que la mienne. C'est un travail que je ne parviens à effectuer que si le personnage correspond à une attente personnelle ressentie au bon moment. Dans le cas de ce biopic, même si je suis fasciné par Abe [surnom d'Abraham Lincoln], ce n'est qu'en tant que spectateur qui rêve de découvrir une histoire qui le passionne. Pas en tant qu'interprète. ». Mais sur l'insistance de son ami Leonardo DiCaprio qui l'engage à réfléchir avant de donner une réponse définitive, il se ravise. Il réclame alors au réalisateur plus d'une année de préparation durant laquelle il lit une centaine de livres sur le président américain et travaille longuement avec les maquilleurs pour lui ressembler le plus possible. Il entame également plusieurs recherches et se renseigne minutieusement sur les postures, les gestes familiers et le timbre de voix sujet à discussion du 16e président des États-Unis, tels que le relatent les témoignages d'époque.
Durant le tournage, il exige que l'équipe le nomme « Monsieur le président » en toutes circonstances, avant et après les prises puis envoie des SMS dans le langage du XIXe siècle à Sally Field, qui joue son épouse à l'écran. Lors de sa sortie, le film reçoit un accueil critique largement positif, principalement pour l'interprétation de son acteur principal. En 2013, il est nommé à de nombreux prix cinématographiques de premier ordre dont douze Oscars. Lincoln est également un succès au box office, avec plus de 165 millions de dollars de recettes (avant la sortie internationale). Daniel Day-Lewis rafle la quasi-totalité des prix de la saison des récompenses 2012-2013 : il remporte notamment le Golden Globe, le Critics Choice Award, le Screen Actors Guild Award, le BAFTA et, pour la troisième fois, l'Oscar du meilleur acteur ce qui constitue un record inédit. Il devient en effet, chez les hommes, le premier acteur – et le premier Européen – à remporter trois trophées aux Oscars dans la catégorie meilleur acteur, ce que des stars légendaires telles que Gary Cooper, Fredric March, Spencer Tracy, Marlon Brando, Jack Nicholson ou encore Dustin Hoffman n'avaient jamais réussi avant lui. Dans ce classement, il reste néanmoins derrière Katharine Hepburn qui détient le record absolu d'Oscars gagnés avec quatre statuettes pour le meilleur premier rôle.
En décembre 2017, sort Phantom Thread, sa seconde collaboration avec le cinéaste Paul Thomas Anderson. Le 20 juin 2017, l'acteur déclare qu'il s'agit de son dernier film et annonce son départ à la retraite, après vingt films (en excluant son premier film, où il est non-crédité) et son statut de premier acteur à gagner trois fois l'Oscar,.

#### Retour (années 2020)
Le 1er octobre 2024, il annonce sortir de sa retraite pour jouer le rôle principal dans Anemone le premier film réalisé par son fils.

### Vie privée
En 1989, Daniel Day-Lewis rencontre l'actrice francaise Isabelle Adjani. Leur fils, Gabriel-Kane, naît le 9 avril 1995 à New York, quelques mois après leur séparation.

## Jeu d'acteur

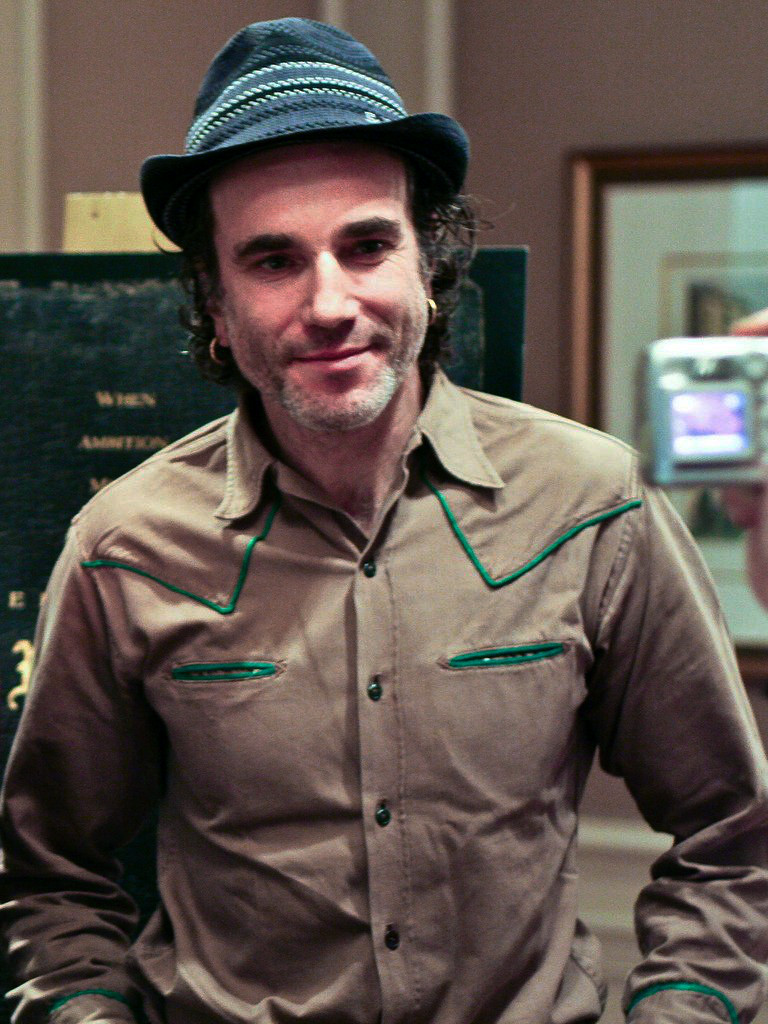
L'acteur Daniel Day-Lewis à New York le 10 décembre 2007.

Le talent de Daniel Day-Lewis est reconnu par une grande partie de la profession,. Se réclamant de l'Actors Studio, il a la réputation de se vouer totalement aux personnages qu'il incarne, passant, dans chaque registre, par une très large palette d'émotions, de la plus excessive à la plus enfouie, et de rester dans la peau de son personnage pendant toute la durée du tournage. Un journaliste évoque le « talent de l'acteur irlandais passé maître dans le langage et la vérité du corps aux dépens de l'éloquence » chez Day-Lewis, qui fait partie de cette « race d'acteurs, proche de l'aphasie, dont la révolte sourde transpire par tous les pores de son corps, sans jamais parvenir à s'énoncer. »
Les critiques de cinéma ont largement commenté et plébiscité son jeu d'acteur. The New York Times écrit qu'il est « un acteur dont l'intensité à l'écran est seulement concurrencée par son intensité hors-écran, Daniel Day-Lewis est l'un des interprètes les plus acclamés et les moins compris dans l'histoire du cinéma. Les histoires entourant son immersion complète dans ses rôles sont légendaires, ». Il est placé à part parmi les grands acteurs anglophones, comme Tom Cruise, Harrison Ford, Clint Eastwood ou Gene Hackman, qui sont considérés comme des « professionnels accomplis, dignes de confiance, qui ne manquent jamais leur but, qui tiennent toujours leurs promesses. Certains acteurs – il n'y en a jamais beaucoup – sont un cran au-dessus : ils fouillent si loin dans l'esprit de leurs personnages, au cœur de leurs âmes, qu'ils peuvent en devenir difficiles à vivre pour leur entourage. Brando était comme cela, Sean Penn l'est toujours. Et il y a la version ultime d'aujourd'hui, Daniel Day-Lewis, considéré par beaucoup comme l'acteur le plus extrême, et par conséquent, le meilleur de tous,. »
Son jeu hors du commun est aussi reconnu en France. Télérama écrit à propos de son rôle dans The Ballad of Jack and Rose : « Daniel Day-Lewis est un oiseau tellement rare qu'on avait presque oublié le miracle de sa présence sur un écran. Fébrile et raffiné comme Montgomery Clift, abrupt et indépendant comme Corto Maltese, il incarne Jack Slavin, un irréductible hippie attendant la mort dans une île au large de la côte Est. À quoi tient son intense magnétisme, dès les premières secondes de son apparition ? Démarche de héron efflanqué, port de chapeau ahuri et aérien, sourires en coin diaboliques, l'acteur fait feu de tout bois, avec la grâce naturelle du génie qui s'ignore », alors que Le Monde 2 en fait sa couverture en 2008 pour la sortie de There Will Be Blood, le qualifiant de « meilleur acteur du monde ».
Certains médias regrettent cependant le cabotinage dont il semble faire preuve dans l'interprétation de certains de ses derniers rôles, The Telegraph titrant en 2008 « Daniel Day-Lewis : est-il un grand acteur ou un cabotin ? ». D'aucuns répondent qu'il interprète alors un personnage qui cabotine, et que dans son immersion dans la psychologie et la gestuelle de celui-ci, il est ainsi légitime pour l'acteur d'en accentuer les grimaces.
Day-Lewis est parfois qualifié de « fou » ou de « schizophrène », en raison de son investissement intégral dans le rôle qu'il est en train de jouer, ainsi que de sa rigueur. Il explique : « Paul Thomas Anderson n'arrivait pas à trouver le financement [de There Will Be Blood]. Il est considéré comme un cinéaste inclassable et moi comme un acteur complètement dingue. »

« Un acteur comme Daniel Day-Lewis me fascine. Lui, il est vraiment passé de l'autre côté et n'est pas revenu ! Arriver à ce niveau-là, c'est formidable. Oublier que l'on joue, entrer en schizophrénie. »

— Jean Dujardin, Télérama (2011)

## Popularité

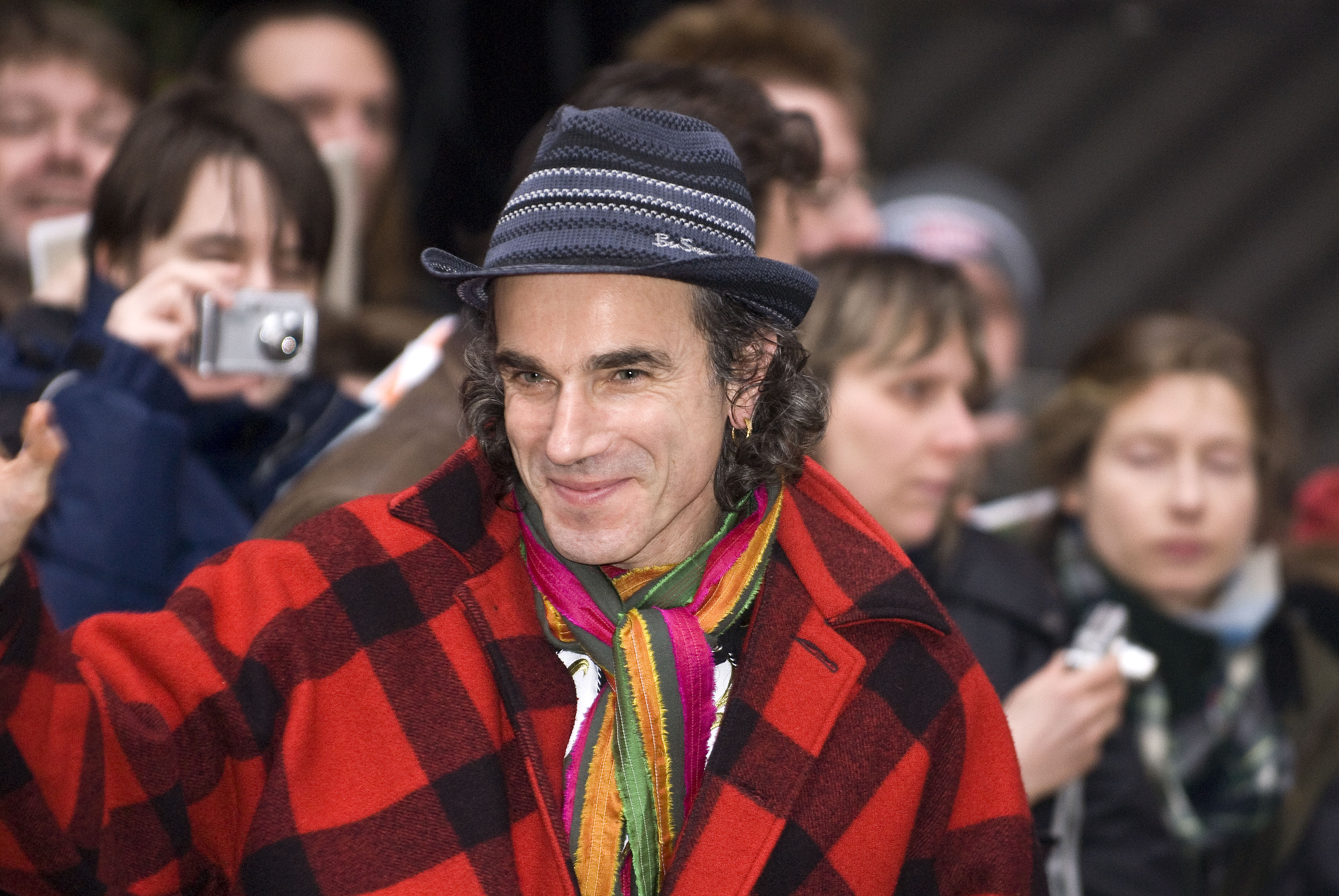
Daniel Day-Lewis à la Berlinale en 2008.

Il est remarqué dès 1986 pour ses rôles dans deux films sortis le même jour aux États-Unis, My Beautiful Laundrette et Chambre avec vue. Il interprète là deux rôles tellement différents que la plupart des critiques en sont impressionnés, alors que certains avaient déprécié sa performance dans Le Bounty en 1984 (« il a l'air d'être un mauvais acteur »). Roger Ebert écrit dans le Chicago Sun-Times : « Le personnage de Johnny peut vous faire y regarder à deux fois si vous venez de voir le superbe Chambre avec vue. Il est interprété par Daniel Day-Lewis, le même acteur qui, dans l'autre film, joue le fiancé maniéré de l'héroïne. Voir ces deux performances l'une après l'autre confirme le miracle du jeu de l'acteur : l'homme qui peut interpréter ces deux opposés est stupéfiant,. »
À la fin des années 1980, il est ainsi catégorisé dans une nouvelle génération d'acteurs britanniques prometteurs, aux côtés de Gary Oldman ou de Tim Roth,, collectivement appelés « Brit Pack », en référence au Brat Pack américain, avec « Brit » pour British (britannique). Tous issus du même milieu ouvrier du Sud de Londres (New Cross pour Oldman, Tulse Hill pour Roth et Greenwich pour Day-Lewis), les trois acteurs ont formé un « remarquable triumvirat » du cinéma britannique dans les années 1980. Souvent comparé à Laurence Olivier à ses débuts, il est aussi considéré comme l'héritier de Robert De Niro et Marlon Brando.
Son héritage a inspiré nombre de jeunes acteurs, comme Ewan McGregor, qui pense même à abandonner sa carrière d'acteur lorsqu'il visionne sa performance dans Au nom du père, pensant qu'il ne serait jamais aussi bon que lui. À un peu plus de cinquante ans, il fait déjà partie des modèles auxquels sont comparés les acteurs considérés comme des révélations au début des années 2010, comme Ryan Gosling ou Michael Fassbender,,.
Il est également considéré comme l'un des acteurs les plus sélectifs et les moins prolifiques du cinéma contemporain, ayant tourné dans moins de vingt films depuis 1971, laissant passer jusqu'à cinq ans entre deux rôles. Ses choix, allant du cinéma indépendant (The Ballad of Jack and Rose) aux grosses productions (Gangs of New York), sont souvent des succès critiques, et commerciaux, à une ou deux exceptions près. Le total des recettes de l'ensemble de ses films atteint plus de 520 millions de dollars.
Le charisme et l'intensité de Day-Lewis l'ont conduit à se voir nommé par plusieurs magazines (People, Empire, GQ, etc.) sur leurs listes des personnalités les plus sexy de la planète. De plus, People l'a classé parmi les 100 plus grands acteurs de notre temps en 2002, et il apparaît deux fois dans la liste des 100 meilleures performances de Première en 2006. Le 5 novembre 2012, il fait la une du TIME dans sa version originale américaine, accompagnée de la phrase « Que ferait Lincoln ? », ainsi que dans les éditions européennes, asiatiques, africaine et du Moyen-Orient, sous-titrée « Le meilleur acteur du monde », et fait partie des 20 hommes mémorables de l'année du New York Times.
Day-Lewis apparaît également sur un timbre édité par la République d'Irlande en 1996 à l'occasion du centenaire du cinéma irlandais, sur une reproduction d'une scène de My Left Foot (trois autres timbres sortis en même temps représentent des scènes de L'Homme d'Aran de Robert O'Flaherty, Les Commitments d'Alan Parker et The Field aussi de Jim Sheridan). En 2011, le groupe de rock indépendant Ride the Arch enregistre un morceau instrumental intitulé Daniel Day-Lewis.

## Théâtre
Note : sauf mention contraire, les informations ci-dessous sont issues de l'ouvrage Daniel Day-Lewis: The Fire Within par Garry Jenkins.
- 1975 : Pleure, ô pays bien-aimé (Cry, the Beloved Country), Sevenoaks : un jeune noir[25]
- 1979 : The Recruiting Officer, mise en scène d'Adrian Noble, Bristol Old Vic : un soldat
- 1979 : Troïlus et Cressida de Shakespeare, mise en scène de Richard Cottrell, Bristol Old Vic : Déiphobe
- 1979 : Funny Peculiar, mise en scène Pete Postlethwaite, Bristol Old Vic : Stanley Baldry
- 1979 : Old King Cole, mise en scène de Bob Crowley, Bristol Old Vic : l'incroyable Faz
- 1980 : Class Enemy, mise en scène de Nigel Williams, Bristol Old Vic : Iron
- 1980 : Edward II de Christopher Marlowe, mise en scène de Richard Cottrell, Bristol Old Vic : Leicester
- 1980 : Ah Dieu ! que la guerre est jolie de Joan Littlewood, mise en scène de David Tucker, Bristol Old Vic
- 1980 : Le Songe d'une nuit d'été de Shakespeare, mise en scène de Richard Cottrell, Bristol Old Vic : Philostrate
- 1981 : La Paix du dimanchede John Osborne, mise en scène de George Costigan, Bristol Old Vic : Jimmy Porter
- 1981 : Dracula, mise en scène de George Costigan, Bristol Old Vic : le comte Dracula
- 1982 : Another Country de Julian Mitchell, mise en scène de Julian Mitchell, Queen's Theatre, Londres : Guy Bennett
- 1983 : Le Songe d'une nuit d'été de Shakespeare, mise en scène de Sheila Hancock, Royal Shakespeare Company, tournée au Royaume-Uni : Flute[34]
- 1984 : Roméo et Juliette de Shakespeare, mise en scène de John Caird, Royal Shakespeare Company, tournée au Royaume-Uni : Roméo Montaigu[34]
- 1986 : Futurists, mise en scène de Richard Eyre, National Theatre Company, Cottesloe Theatre, Londres : Volodya Mayakovsky
- 1989 : Hamlet de Shakespeare, mise en scène de Richard Eyre, National Theatre Company, Olivier Theatre, Londres : Hamlet, prince de Danemark

## Filmographie
Note : sauf mention contraire, les informations ci-dessous sont issues de la filmographie de Daniel Day-Lewis sur l’Internet Movie Database.

### Cinéma
- 1971 : Un dimanche comme les autres (Sunday Bloody Sunday) de John Schlesinger : un jeune vandale (non crédité)
- 1982 : Gandhi de Richard Attenborough : Colin
- 1984 : Le Bounty (The Bounty) de Roger Donaldson : John Fryer
- 1985 : My Beautiful Laundrette de Stephen Frears : Johnny
- 1985 : Chambre avec vue (A Room With a View) de James Ivory : Cecil Vyse
- 1987 : Nanou de Conny Templeman : Max
- 1988 : L'Insoutenable Légèreté de l'être (The Unbearable Lightness of Being) de Philip Kaufman : Tomas
- 1988 : Stars and Bars de Pat O'Connor : Henderson Dores
- 1989 : My Left Foot de Jim Sheridan : Christy Brown
- 1989 : Eversmile, New Jersey de Carlos Sorín : Dr Fergus O'Connell
- 1992 : Le Dernier des Mohicans (The Last of the Mohicans) de Michael Mann : Hawkeye / Nathanael Poe
- 1993 : Le Temps de l'innocence (The Age of Innocence) de Martin Scorsese : Newland Archer
- 1993 : Au nom du père (In the Name of the Father) de Jim Sheridan : Gerry Conlon
- 1996 : La Chasse aux sorcières (The Crucible) de Nicholas Hytner : John Proctor
- 1997 : The Boxer de Jim Sheridan : Danny Flynn
- 2002 : Gangs of New York de Martin Scorsese : William « Bill le Boucher » Cutting
- 2005 : The Ballad of Jack and Rose de Rebecca Miller : Jack Slavin
- 2007 : There Will Be Blood de Paul Thomas Anderson : Daniel Plainview
- 2009 : Nine de Rob Marshall : Guido Contini
- 2012 : Lincoln de Steven Spielberg : Abraham Lincoln
- 2017 : Phantom Thread de Paul Thomas Anderson : Reynolds Woodcock
- 2025 : Anemone de Ronan Day-Lewis

### Télévision
- 1980 : Shoestring : The Farmer Had a Wife (série) : DG
- 1981 : Thank You, P.G. Wodehouse (téléfilm) : Psmith
- 1981 : Artemis 81 (téléfilm) : Étudiant à la bibliothèque
- 1982 : How Many Miles To Babylon (téléfilm) : Alex
- 1982 : Frost in May : Beyond the Glass (mini-série) : Archie Hughes-Forret
- 1982 : BBC Play of the Month : Dangerous Corner (mini-série) : Gordon Whitehouse
- 1985 : My Brother Jonathan (téléfilm) : Jonathan Dakers
- 1987 : Screen Two : The Insurance Man (téléfilm) : Franz Kafka

## Distinctions
Daniel Day-Lewis a remporté une centaine de prix cinématographiques, dont trois Oscars, quatre BAFTA Awards, deux Golden Globes, trois Critics' Choice Movie Awards et trois SAG Awards, ces cinq distinctions étant considérés comme les plus importantes de l'industrie. Chacun des films dans lesquels il a tenu un rôle notable lui a valu au moins une nomination, à l'exception de La Chasse aux sorcières, où la performance de Joan Allen a été plus largement récompensée.
Ainsi, il est l'un des acteurs contemporains les plus récompensés de l'histoire du cinéma, et il n'est battu que par l'acteur austro-allemand Christoph Waltz – et son interprétation du Colonel SS Hans Landa dans le film de Quentin Tarantino Inglourious Basterds en 2009 avec plus de 40 récompenses – pour le nombre de récompenses obtenues avec un seul rôle (There Will Be Blood : 28 récompenses ; Lincoln : 29 récompenses).
À propos de ses régulières nominations et récompenses, avant même la sortie nationale de Lincoln aux États-Unis, le comédien et animateur Stephen Colbert demande si l'Académie qui remet les Oscars ne devrait pas créer une statuette à l'image de Day-Lewis et la lui remettre après chacun de ses films. En janvier 2013, le site américain College Humor a publié une série d'« affiches honnêtes » (Honest Titles) sur les films nommés aux Oscars, des détournements des affiches officielles supposées représenter les réelles intentions des producteurs, dont celle de Lincoln qui présente l'image de l'acteur accompagné du titre suivant : « Daniel Day-Lewis Wants an Oscar » (« Daniel Day-Lewis veut un Oscar »),.
En 2013, le magazine Time, le nomme parmi les « Icons » de son Time 100 des personnes les plus influentes du monde à la suite de son rôle dans Lincoln.
En juin 2014, il est anobli par la reine Élisabeth II et reçoit le titre de Knight Bachelor pour services rendus au théâtre et au cinéma britanniques. Il a donc droit à l’appellation « Sir », ainsi qu'aux lettres post-nominales « Kt ». En novembre de la même année, il est fait chevalier par le prince William, alors duc de Cambridge, lors d'une cérémonie d'investiture au palais de Buckingham.
Note : sauf mention contraire, les informations ci-dessous sont issues de la page Awards de Daniel Day-Lewis sur l’Internet Movie Database.

### Récompenses
- National Board of Review 1986 : meilleur acteur dans un rôle secondaire pour Chambre avec vue et My Beautiful Laundrette
- New York Film Critics Circle Awards 1986 : meilleur acteur dans un rôle secondaire pour Chambre avec vue et My Beautiful Laundrette

- Boston Society of Film Critics 1989 : meilleur acteur pour L'Insoutenable Légèreté de l'être
- Festival des films du monde de Montréal 1989 : 
  - Prix d'interprétation masculine pour  My Left Foot
  - Prix du jury œcuménique - Mention spéciale pour My Left Foot
- Los Angeles Film Critics Association Awards 1989 : meilleur acteur pour My Left Foot
- New York Film Critics Circle Awards 1989 : meilleur acteur pour My Left Foot

- BAFA 1990 : meilleur acteur pour My Left Foot
- Evening Standard British Film Awards 1990 : meilleur acteur pour My Left Foot
- London Critics Circle Film Awards 1990 : Acteur de l'année pour My Left Foot
- National Society of Film Critics Awards 1990 : meilleur acteur pour My Left Foot
- Oscars du cinéma 1990 : meilleur acteur pour My Left Foot

- Boston Society of Film Critics 1993 : meilleur acteur pour Au nom du père
- Evening Standard British Film Awards 1993 : meilleur acteur pour Le Dernier des Mohicans
- London Critics Circle Film Awards 1993 : Acteur britannique de l'année pour Le Dernier des Mohicans

- Los Angeles Film Critics Association Awards 2002 : meilleur acteur pour  Gangs of New York
- New York Film Critics Circle Awards 2002 : meilleur acteur pour  Gangs of New York
- San Diego Film Critics Society Awards 2002 : meilleur acteur pour  Gangs of New York
- Seattle Film Critics Awards 2002 : meilleur acteur pour  Gangs of New York
- Southeastern Film Critics Association Awards 2002 : meilleur acteur pour  Gangs of New York

- BAFA 2003 : meilleur acteur pour  Gangs of New York
- Central Ohio Film Critics Association 2003 : meilleur acteur pour  Gangs of New York
- Chicago Film Critics Association Awards 2003 : meilleur acteur pour  Gangs of New York
- Critics Choice Awards  2003 : meilleur acteur pour  Gangs of New York
- Florida Film Critics Circle Awards 2003 : meilleur acteur pour  Gangs of New York
- Kansas City Film Critics Circle Awards 2003 : meilleur acteur pour  Gangs of New York
- Las Vegas Film Critics Society Awards 2003 : meilleur acteur pour  Gangs of New York
- Online Film Critics Society Awards 2003 : meilleur acteur pour  Gangs of New York
- Russian Guild of Film Critics 2003 : meilleur acteur étranger pour  Gangs of New York
- Satellite Awards 2003 : meilleur acteur dans un film dramatique pour  Gangs of New York
- Screen Actors Guild Awards 2003 : meilleur acteur pour  Gangs of New York
- Vancouver Film Critics Circle 2003 : meilleur acteur pour  Gangs of New York

- Berlinale 2005  : Caméra de la Berlinale
- Festival international du film de Marrakech 2005 : Prix d'interprétation masculine pour  The Ballad of Jack and Rose

- Austin Film Critics Association 2007 : meilleur acteur pour There Will Be Blood
- Chicago Film Critics Association Awards 2007 : meilleur acteur pour There Will Be Blood
- Dallas-Fort Worth Film Critics Association Awards 2007 : meilleur acteur pour There Will Be Blood
- Florida Film Critics Circle Awards 2007 : meilleur acteur pour There Will Be Blood
- Kansas City Film Critics Circle Awards 2007 : meilleur acteur pour There Will Be Blood
- Las Vegas Film Critics Society Awards 2007 : meilleur acteur pour There Will Be Blood
- Los Angeles Film Critics Association Awards 2007 : meilleur acteur pour There Will Be Blood
- New York Film Critics Circle Awards 2007 : meilleur acteur pour There Will Be Blood
- Phoenix Film Critics Society Awards 2007 : meilleur acteur pour There Will Be Blood
- San Diego Film Critics Society Awards 2007 : meilleur acteur pour There Will Be Blood
- Southeastern Film Critics Association Awards 2007 : meilleur acteur pour There Will Be Blood
- St. Louis Gateway Film Critics Association Awards 2007 : meilleur acteur pour There Will Be Blood
- Utah Film Critics Association Awards 2007 : meilleur acteur pour There Will Be Blood

- BAFA Awards 2008 : meilleur acteur pour There Will Be Blood
- Central Ohio Film Critics Association 2008 : meilleur acteur pour There Will Be Blood
- Chlotrudis Awards 2008 : meilleur acteur pour There Will Be Blood
- Critics Choice Awards  2008 : meilleur acteur pour There Will Be Blood
- Evening Standard British Film Awards 2008 : meilleur acteur pour There Will Be Blood
- Golden Globes 2008 : meilleur acteur dans un film dramatique pour There Will Be Blood
- Houston Film Critics Society Awards 2008 : meilleur acteur pour There Will Be Blood
- Irish Film and Television Awards 2008 : meilleur acteur international pour There Will Be Blood
- London Critics Circle Film Awards 2008 : Acteur de l'année pour There Will Be Blood
- National Society of Film Critics Awards 2008 : meilleur acteur pour There Will Be Blood
- Online Film Critics Society Awards 2008 : meilleur acteur pour There Will Be Blood
- Festival international du film de Palm Springs 2008 : Desert Palm Achievement Award pour There Will Be Blood
- Oscars du cinéma 2008  : meilleur acteur pour There Will Be Blood
- Screen Actors Guild Awards 2008 : meilleur acteur pour There Will Be Blood
- Vancouver Film Critics Circle 2008 : meilleur acteur pour There Will Be Blood
- Festival international du film de Dublin 2008 : Prix pour l'ensemble de la carrière

- British Independent Film Awards 2009 : Richard Harris Award
- Satellite Awards 2009 : meilleure distribution pour Nine (partagé)

- BAFTA/LA 2012 : Stanley Kubrick Britannia Award
- Black Film Critics Circle 2012 : meilleur acteur pour Lincoln
- Boston Society of Film Critics Awards 2012 : meilleur acteur pour Lincoln
- Chicago Film Critics Association Awards 2012 : meilleur acteur pour Lincoln
- Dallas-Fort Worth Film Critics Association Awards 2012 : meilleur acteur pour Lincoln
- Florida Film Critics Circle Awards 2012 : meilleur acteur pour Lincoln
- Indiana Film Journalists Association Awards : meilleur acteur pour Lincoln
- Kansas City Film Critics Circle Awards 2012 : meilleur acteur pour Lincoln
- Las Vegas Film Critics Society Awards 2012 : meilleur acteur pour Lincoln
- New York Film Critics Circle Awards 2012 : meilleur acteur pour Lincoln
- New York Film Critics Online Awards 2012 : meilleur acteur pour Lincoln
- Phoenix Film Critics Society Awards 2012 : meilleur acteur pour Lincoln
- San Diego Film Critics Society Awards 2012 : meilleur acteur pour Lincoln
- Southeastern Film Critics Association Awards 2012 :
  - Meilleur acteur pour Lincoln
  - Meilleure distribution pour Lincoln (partagé)
- St. Louis Film Critics Association Awards 2012 : meilleur acteur pour Lincoln
- Washington D.C. Area Film Critics Association Awards  2012 : meilleur acteur pour Lincoln
- Women Film Critics Circle Awards 2012 : meilleur acteur pour Lincoln

- BAFA 2013  : meilleur acteur pour Lincoln
- Central Ohio Film Critics Association Awards 2013 : meilleur acteur pour Lincoln
- Critics' Choice Movie Awards 2013 : meilleur acteur pour Lincoln
- Denver Film Critics Society Awards 2013 : meilleur acteur pour Lincoln
- EDA Awards 2013 : meilleur acteur pour Lincoln
- Australian Academy of Cinema and Television Arts Awards 2013 : meilleur acteur pour Lincoln
- Golden Globes 2013 : meilleur acteur dans un film dramatique pour Lincoln
- Houston Film Critics Society Awards 2013 : meilleur acteur pour Lincoln
- Iowa Film Critics Association Awards 2013 : meilleur acteur pour Lincoln
- Irish Film and Television Awards 2013 : meilleur acteur international pour Lincoln
- National Society of Film Critics Awards 2013 : meilleur acteur pour Lincoln
- Online Film Critics Society Awards 2013 : meilleur acteur pour Lincoln
- Oscars du cinéma 2013 : meilleur acteur pour Lincoln
- Screen Actors Guild Awards 2013  : meilleur acteur dans un premier rôle pour Lincoln
- Festival international du film de Santa Barbara 2013 : Montecito Award
- 2014 :  Knight Bachelor[97]

### Nominations
- European Film Awards 1989 : meilleur acteur pour My Left Foot
- Golden Globes 1989 : meilleur acteur dans un film dramatique pour My Left Foot

- Chicago Film Critics Association Awards  1990 : meilleur acteur pour My Left Foot

- BAFA 1993 : meilleur acteur pour Le Dernier des Mohicans
- Los Angeles Film Critics Association Awards  1993 : meilleur acteur pour Au nom du père et Le Temps de l'innocence

- BAFA 1994 : meilleur acteur pour  Au nom du père
- Prix David di Donatello 1994 : meilleur acteur international pour Au nom du père
- Golden Globes 1994 : meilleur acteur dans un film dramatique pour Au nom du père
- Oscars du cinéma 1994 : meilleur acteur pour Au nom du père
- Chicago Film Critics Association Awards 1994 : meilleur acteur pour Le Temps de l'innocence

- Golden Globes 1998 : meilleur acteur dans un film dramatique pour The Boxer

- Golden Globes 2003 : meilleur acteur dans un film dramatique pour  Gangs of New York
- MTV Movie Awards 2003 : meilleur méchant pour Gangs of New York
- Oscars du cinéma 2003 : meilleur acteur pour Gangs of New York
- Phoenix Film Critics Society Awards 2003 : meilleur acteur pour Gangs of New York

- Empire Awards 2004 : meilleur acteur pour Gangs of New York

- Saturn Awards 2008 : meilleur acteur pour  There Will Be Blood

- Empire Awards 2009 : meilleur acteur pour There Will Be Blood
- Satellite Awards 2009 : meilleur acteur dans un film musical ou une comédie pour Nine

- Critics Choice Awards 2010 : meilleure distribution pour Nine (partagé)
- Golden Globes 2010 : meilleur acteur dans un film musical ou une comédie pour Nine
- Screen Actors Guild Awards 2010 : meilleure distribution pour Nine  (partagé)
- Washington D.C. Area Film Critics Association Awards 2010 : meilleure distribution pour Nine (partagé)

- Phoenix Film Critics Society Awards 2012 : meilleur acteur pour Lincoln
- Toronto Film Critics Association Awards 2012 : meilleur acteur pour Lincoln

- Central Ohio Film Critics Association Awards 2013 : meilleure distribution pour Lincoln (partagé)
- Empire Awards 2013 : meilleur acteur pour Lincoln
- London Critics Circle Film Awards 2013 :
  - Acteur de l'année pour Lincoln
  - Acteur britannique de l'année pour Lincoln
- Online Film Critics Society Awards 2013 : meilleur acteur pour Lincoln
- Screen Actors Guild Awards 2013 : meilleure distribution pour Lincoln (partagé)
- Vancouver Film Critics Circle Awards 2013 : meilleur acteur  pour Lincoln

## Voix francophones
Pour les versions françaises, Daniel Day-Lewis est principalement doublé par Bernard Gabay (Au nom du père, Gangs of New York, There Will Be Blood, etc.). À titre exceptionnel, il a également été doublé par Edgar Givry dans L'Insoutenable Légèreté de l'être, Patrick Floersheim dans My Left Foot en 1989, Patrick Poivey dans Le Dernier des Mohicans en 1992, Emmanuel Jacomy dans Le Temps de l'innocence en 1993, Philippe Vincent dans La Chasse aux sorcières en 1996 et Michel Papineschi dans Lincoln en 2012.
Au Québec, l'acteur est doublé par plusieurs comédiens, notamment par Gilbert Lachance dans La Ballade de Jack et Rose et Le fils caché.
Versions françaises
- Bernard Gabay : Au nom du père, Gangs of New York[103], There Will Be Blood[104], etc.

Versions québécoises
- Gilbert Lachance : La Ballade de Jack et Rose[102] et Le fils caché[102].